# Helminthosporiella stilbacea
Helminthosporiella stilbacea — вид грибів, що належить до монотипового роду  Helminthosporiella.